# Jean Baptiste François Pierre Bulliard

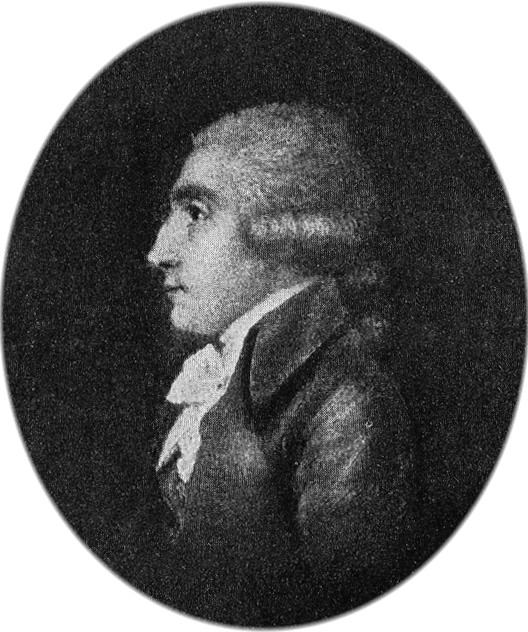
Pierre Bulliard
(ca. 1770)

Jean Baptiste François Pierre Bulliard  (ook bekend als Pierre Bulliard; 24 november 1752, in Aubepierre-sur-Aube Haute-Marne – 26 september 1793, in Parijs) was een Franse arts en botanicus.

## Biografie
Bulliard studeerde in Langres, waar hij geïnteresseerd raakte in de natuurlijke historie, en later verkreeg hij een positie in de abdij in Clairvaux en verhuisde later naar Parijs waar hij geneeskunde studeerde. Daar praktiseerde hij ook als arts. Hij gaf les aan de zoon van Generaal Claude Dupin (1686-1769). Hij was een getalenteerd tekenaar en leerde ook graveren. Hij bedacht een manier om natuurhistorische platen in kleur te drukken en paste deze methode toe in zijn eigen publicaties.
In 1779 begon hij aan een werk over giftige planten in Frankrijk. Het werd in beslag genomen door de politie omdat het als gevaarlijk werd beschouwd.
Bulliards Dictionnaire Elémentaire de Botanique (1783) droeg bij aan de verspreiding en consolidatie van botanische terminologie en het systeem van Linnaeus. Het was vooral belangrijk op het gebied van de mycologie, met beschrijvingen van 393 van de 602 zwammen.
Soorten die hij beschreef zijn onder andere het eekhoorntjesbrood (Boletus edulis) en de grote kale inktzwam (Coprinopsis atramentaria).

## Publicaties
- 1776-80, Flora Parisiensis (de illustraties waarvan hij zelf tekende, graveerde en inkleurde)
- 1780-93 Herbier de la France[3]
- 1783 Dictionnaire élémentaire de botanique
- 1784 Histoire des plantes vénéneuses et suspectes de la France
- 1791-1812 Histoire des champignons de la France voltooid door Étienne Pierre Ventenat (1757-1808).
- 1796 Aviceptologie